# Multiplicador de tomadas

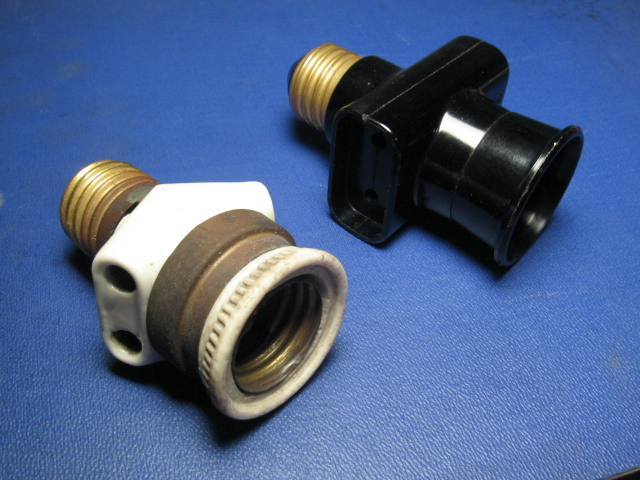
Multiplicador conhecido como benjamim italiano/brasileiro (o verdadeiro), para os mais antigos e utilizados onde não havia tomadas. Esquerda: tipo mais antigo (porcelana e latão, c. 1930); direita: tipo mais recente (plástico preto, c. 1970).

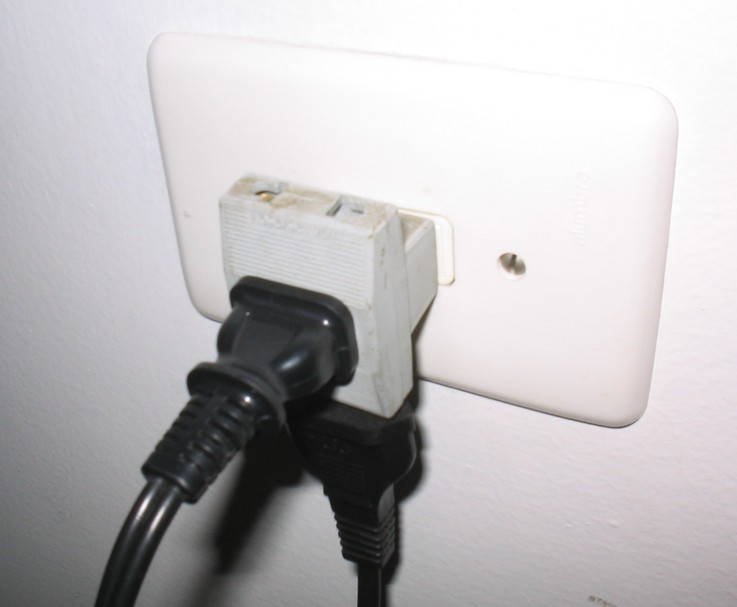
Exemplo de um multiplicador de tomadas com três entradas conectadas (atualmente conhecido como benjamim).

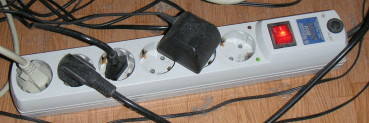
Multiplicador de tomadas alemão/neerlandês com proteção contra sobretensão.

Um multiplicador de tomadas (também conhecido por T, T-extensão, e em alguns casos benjamim e no português europeu como tomada múltipla) é um acessório elétrico utilizado para conectar diversos aparelhos elétricos numa mesma tomada. Uma ficha tripla (português europeu) é um multiplicador de tomadas específico, sendo um adaptador de três saídas utilizado para compartilhar uma única saída de uma tomada elétrica em outras três – daí tripla saída.

## Uso e segurança
Em alguns casos, o uso do multiplicador de tomadas não é recomendado pois pode sobrecarregar a rede elétrica e acarretar acidentes ou defeitos aos equipamentos conectados. É possível fazer uma ligação em série com vários multiplicadores de tomadas, mas a probabilidade de ocorrer algo desagradável é ainda maior. Nunca se deve ultrapassar a capacidade da tomada elétrica que fornece alimentação ao multiplicador de tomadas.
Por segurança, a soma das correntes consumidas pelos aparelhos ligados ao multiplicador de tomadas não deve ultrapassar o limite de corrente estipulado para este ou para a tomada, o que for menor. Para uma tomada residencial comum, no Brasil, este limite pode ser de 10 ou de 20 amperes, de acordo com o modelo de tomada utilizado. Entretanto, no caso das tomadas para 20 amperes, é necessário que o botão do multiplicador de tomadas seja também para 20 amperes. Podem ser utilizados multiplicadores de tomadas para 10 amperes em tomadas para 20 amperes, entretanto a capacidade de carga ficará limitada a capacidade do multiplicador. O contrário não é possível, pois a espessura dos pinos não permite o encaixe por razões de segurança. É necessário algum conhecimento elétrico para se conhecer a intensidade de corrente dos aparelhos elétricos. Outro ponto, refere-se à qualidade do produto e à sua manutenção. Deve-se utilizar um multiplicador de tomadas com qualidade previamente assegurada, fabricado por firmas elétricas renomeadas e que esteja em bom estado de conservação. Periodicamente, é importante limpar os contatos, verificando a sua fixação. A umidade e a sujeira contribuem para a degradação de componentes elétricos. Medidas corretivas também devem ser aplicadas se for notado algum aquecimento anormal no sistema.
Caso se ultrapasse o limite assegurado pelo fabricante (da tomada ou do multiplicador), há risco elevado de incêndio. Problemas de mau funcionamento podem acontecer se ligar ao multiplicador um aparelho gerador de interferência com outro sensível a essas interferências, como por exemplo uma furadeira elétrica e um televisor.
Entretanto, respeitados os limites, o multiplicador de tomadas é uma ótima alternativa para quem deseja ligar aparelhos que consomem pouca energia elétrica. Como um abajur, um ventilador portátil e um telefone (artigos geralmente encontrados em um dormitório) no mesmo multiplicador.
Muitos códigos elétricos consideram marginal o uso de multiplicadores elétricos e, por isso, não especificam utilidade para esta solução de distribuição elétrica, propondo outras possibilidades. Genericamente, toda instalação elétrica deve ser periodicamente vistoriada com rigor, avaliando-se danos causados por quebras, rachaduras, perda de contato, umidade e sujeira.

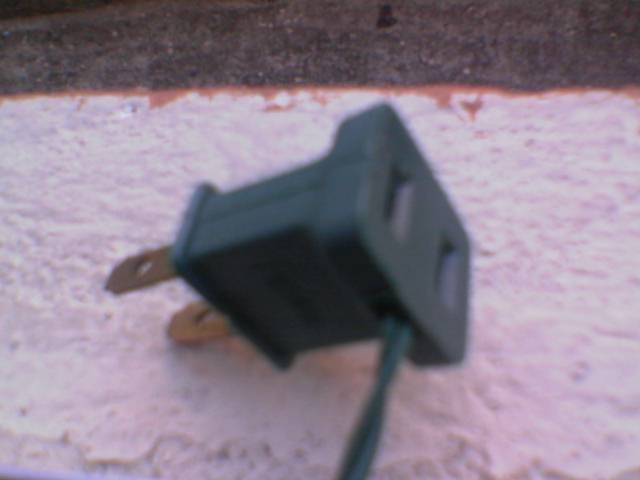
Ficha de um pisca-pisca natalício contendo um multiplicador de uma via integrado

Existem diversos aparelhos que contém multiplicadores de tomadas integrados. Por exemplo, o pisca-pisca de natal, a fonte de alimentação para computador, televisores, descodificadores de televisão a cabo, aparelhos de DVD, entre outros.

## Origem do nome
As experiências sobre eletricidade feitas por Benjamin Franklin são sempre lembradas por contextos lúdicos, sendo sua experiência mais conhecida sobre para-raios, onde ele usa itens simples para apresentar uma nova ideia. Algumas referências sugerem que o nome foi adotado como uma homenagem informal ao grande inventor.
É mais provável, porém, que o nome tenha origem no inventor do adaptador, Reuben Berkley Benjamin, e na primeira fabricante, Benjamin Electric Company.